# Armenisches Völkermord-Denkmal Larnaka

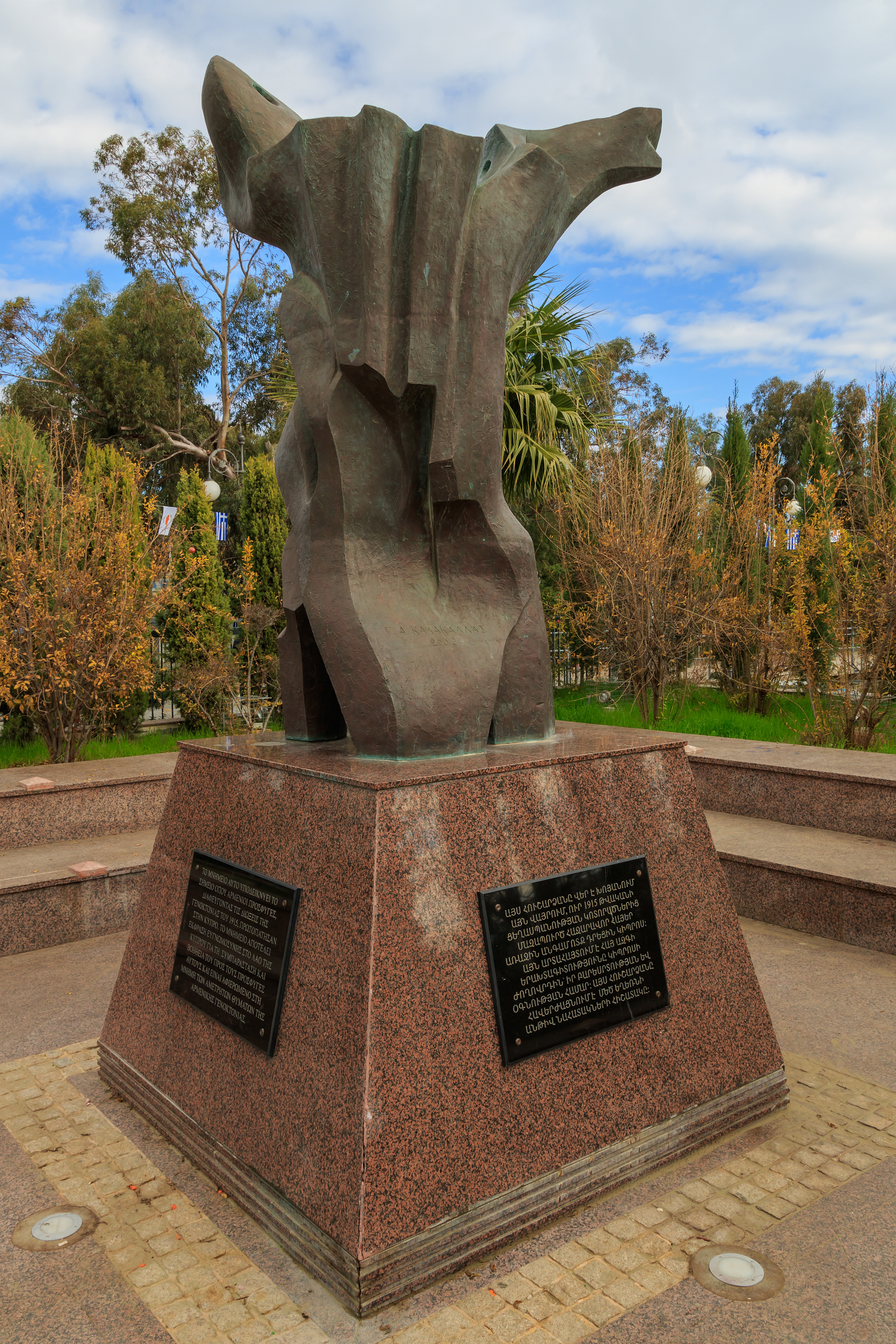
Das Völkermorddenkmal Larnaka im Januar 2017

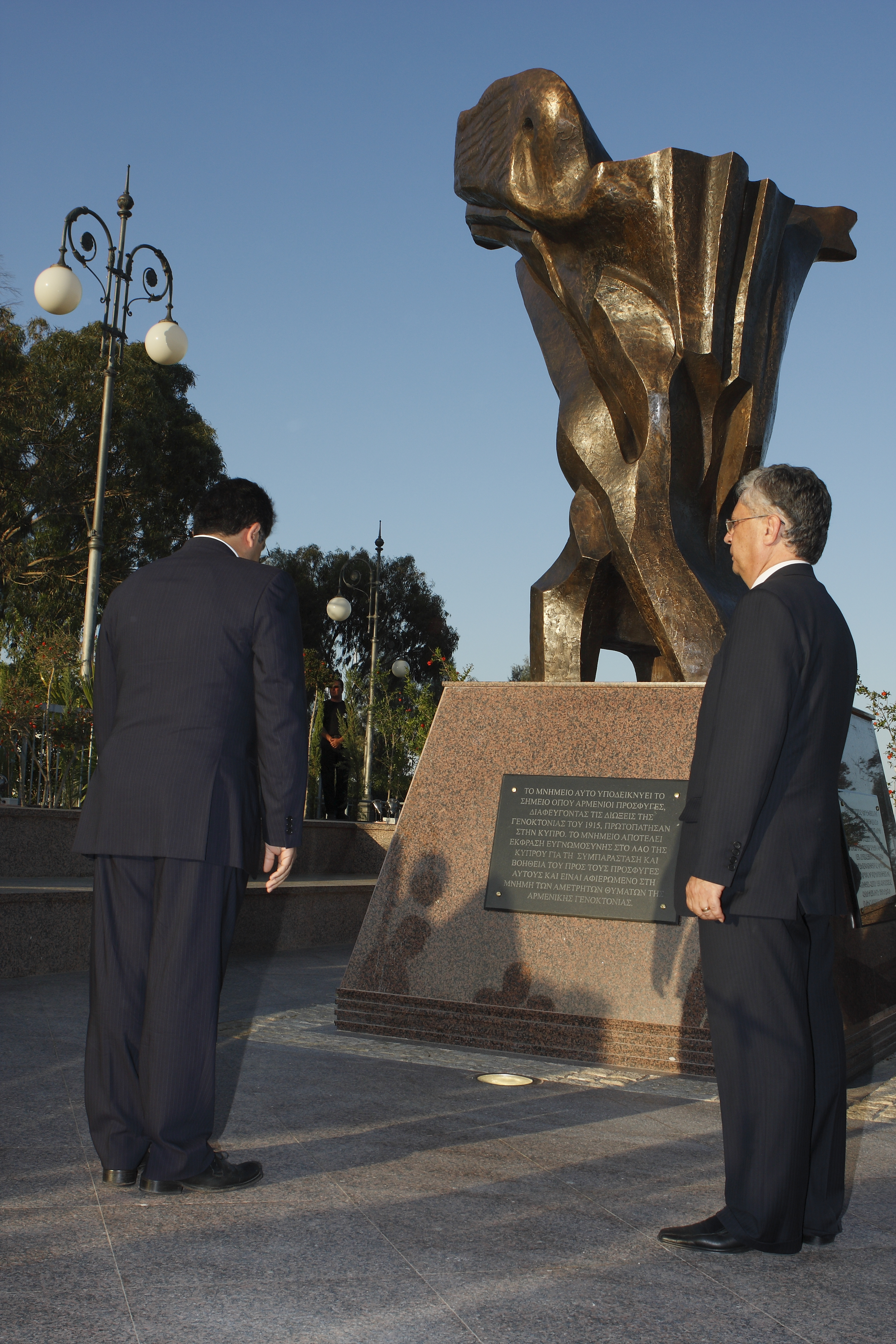
Einweihung des Armenischen Völkermorddenkmals Larnaka am 28. Mai 2008

Das Armenische Völkermord-Denkmal Larnaka in der Republik Zypern ist ein Monument, das den Märtyrern und Überlebenden des Völkermords an den Armeniern 1915–1922 im Osmanischen Reich gewidmet ist. Es befindet sich an der Uferpromenade der Stadt Larnaka und markiert den Ort, wo Tausende armenische Vertriebene und Flüchtlinge, die vor den Gräueltaten des Völkermords flohen, auf Zypern landeten (der Hafen Larnaka). Ihre Position grenzt an den Eingang von Larnakas heutigem Jachthafen.
Die Gedenkstätte repräsentiert die Dankbarkeit der armenischen Nation gegenüber dem Volk von Zypern für ihren Edelmut und den Beistand für die armenischen Flüchtlinge.

## Errichtung
Die Errichtung der Gedenkstätte war ein Gemeinschaftsprojekt zwischen den Regierungen der Republik Zypern und Armenien und wurde vom Parlamentsabgeordneten Bedros Kalaydjian initiiert, dem einzigen Vertreter der armenischen Gemeinde in der Republik Zypern. Die Gedenkstätte wurde vornehmlich von der Regierung der Republik Zypern finanziert. Sie wurde vom Architekten und Stadtplaner Angelos Demetriou entworfen, mithilfe des Architekten Michael Thrassou. Es umfasst ein Bronzemonument, das von Reihen aus Granatapfel- und Zypressenbäumen umrundet ist. Die vier Granitplaketten am Sockel der Skulptur (das Monument auf Armenisch, Griechisch, Türkisch und Englisch beschreibend), wurden von der Regierung Armeniens bereitgestellt. Das Monument selbst wurde vom griechischen Künstler Georgios Kalakallas erschaffen.
Der Platz vor der Gedenkstätte wurde von der Kalaydjian Foundation finanziert und verbindet das Armenische Völkemord-Denkmal mit Larnakas Hauptpromenade.
Am 24. November 2006, während des Staatsbesuchs des Präsidenten von Armenien in der Republik Zypern, wurde der Grundstein der Gedenkstätte von Präsident Robert Kotscharjan gelegt.

## Einweihung
Am 28. Mai 2008 weihte der Präsident der Republik Zypern, Demetris Christofias, offiziell die Armenische Völkermord-Gedenkstätte in Larnaka ein. Die trauerfeierliche Zeremonie wurde vom Botschafter von Armenien, dem Bürgermeister von Larnaka, dem Erzbischof der Armenischen Gemeinde auf Zypern, Mitgliedern des Parlaments und Tausenden von Zyperngriechen und Zypern-Armeniern begleitet.